# The Off-Off Broadway Guide to Synergism
The Off-Off Broadway Guide to Synergism ist ein Jazzalbum von Tyshawn Sorey. Die vom 3. bis 6. März 2021 in der New Yorker Jazz Gallery entstandenen Aufnahmen erschienen am 4. November 2022 auf Pi Recordings.

## Hintergrund
The Off-Off Broadway Guide to Synergism ist eine aus drei Teilen bestehende Edition von Mitschnitten, die in der Jazz Gallery in New York aufgenommen wurden, als dort das Trio des Schlagzeugers Tyshawn Sorey, bestehend aus dem Pianisten Aaron Diehl und dem Bassisten Russell Hall, mit dem Gastmusiker Greg Osby (Altsaxophon) spielte. Für Sorey, der allgemein mit der Jazz-Avantgarde in Verbindung gebracht wird, ist The Off-Off Broadway Guide to Synergism eine Rückkehr zu seinen musikalischen Wurzeln, der kollektiven Improvisation über bekannte Jazzstandards wie „Night and Day“, „Out of Nowhere“ oder „I Remember You“. Das Konzertprogramm, das sich z. T. wiederholt, bestand neben Klassikern des Great American Songbook (wie etwa „Three Little Words“) auch aus populären und weniger bekannten Jazztiteln (Andrew Hills „Ashed“) sowie einer Komposition Greg Osbys.

## Titelliste
- Tyshawn Sorey: The Off-Off Broadway Guide to Synergism (Pi Recordings)

CD 1
1. Night and Day (Cole Porter) 17:15
2. Please Stand by (Greg Osby) 9:24
3. Chelsea Bridge (Billy Strayhorn) 11:06
4. Three Little Words (Bert Kalmar, Harry Ruby) 20:00
5. Mob Job (Ornette Coleman) 7:18
6. Ask Me Now (Thelonious Monk) 11:22

CD 2
1. Out of Nowhere (Johnny Green, Edward Heyman) 15:20
2. Ashes (Andrew Hill) 12:07
3. Please Stand By (Greg Osby) 9:43
4. Three Little Words (Bert Kalmar, Harry Ruby) 9:00
5. Jitterbug Waltz (Fats Waller) 7:47
6. Mob Job (Ornette Coleman) 7:09
7. It Could Happen to You (Johnny Burke, Jimmy Van Heusen) 14:39

CD 3
1. I Remember You (Johnny Mercer, Victor Schertzinger) 14:23
2. What’s New (Bob Haggart) 10:27
3. Contemplation (McCoy Tyner) 11:41
4. Out of Nowhere (Johnny Green, Edward Heyman) 17:02
5. Solar (Miles Davis) 9:00
6. Ask Me Now (Thelonious Monk) 11:40

## Rezeption

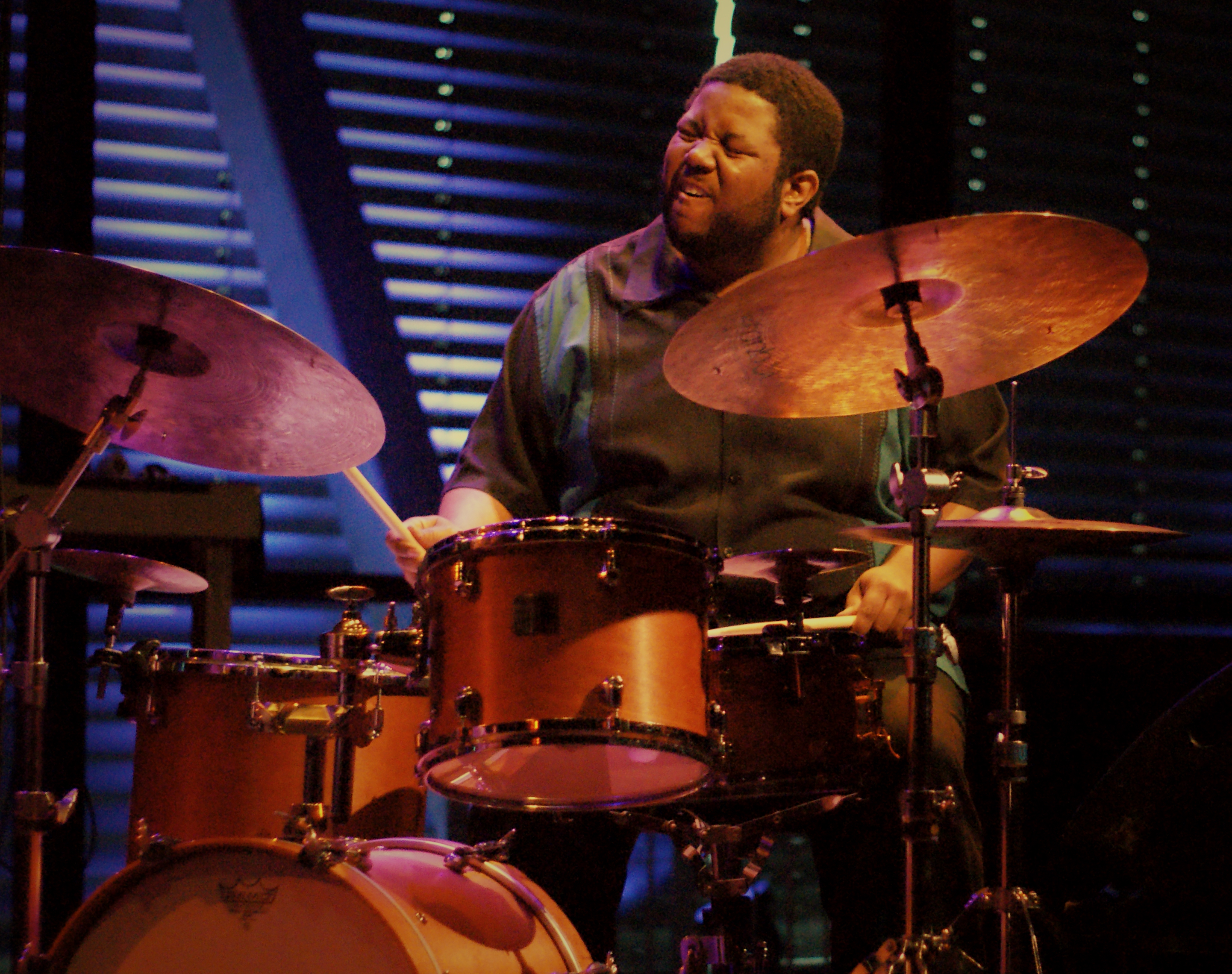
Tyshawn Sorey mit Myra Melford's Snowy Egret im Bimhuis 2013

Thom Jurek verlieh dem Album in Allmusic vier Sterne und schrieb, zu den Highlights gehörten eine fröhliche, mitreißende Version von Fats Wallers „Jitterbug Waltz“ und McCoy Tyners „Contemplation“ mit majestätischen, modalen Harmonien. Die Interpretation von Miles Davis’ „Solar“ biete Hardbop-Blues mit einem harten, treibenden, modalen Swing. Die Einbeziehung von Andrew Hills Ballade „Ashes“ sei eine Meditation über Subtilität, Spiritualität und Anmut. Das Zusammenspiel zwischen Diehl und Osby liefere ein atemberaubendes Beispiel für fast symbiotische Spielweise. The Off Off Broadway Guide to Synergism sei der Klang eines Quartetts, das sich auf der Bühne ausgiebig vergnüge und gleichzeitig eine intensive musikalische Konversation für ein begeistertes, dankbares Publikum erzeuge. Dieser ausgedehnte, zutiefst zufriedenstellende Mitschnitt würde sich zu seinem unmittelbaren Vorgängeralbum Mesmerism als eine der besten Jazz-Veröffentlichungen des Jahres 2022 gesellen.
Phil Freeman stellte in Ugly Beauty/Sterogum fest, dass auf The Off-Off Broadway Guide to Synergism mehrere Titel mehrfach vertreten sind; allerdings seien sie jedes Mal radikal anders interpretiert – zum Beispiel dauere eine Version des Standards „Three Little Words“ 20 Minuten, während die zweite nur neun Minuten umfasse. Ein weiteres Stück, das zweimal gespielt wird, sei Ornette Colemans „Mob Job“, das er mehr als einmal selbst aufgenommen hat; Soreys Band würde direkt aus dem 20-minütigen „Three Little Words“ in die erste Version dieses Stück starten, und die Musiker würden bereits brandheiß klingen und in Schwung dahin fliegen. Osby zerkaue die Melodie, während Sorey Granaten hinter dem Schlagzeug schleudere. Schließlich würde sich alles in einen Bebop-Groove einpendeln, aber Osby sei eine ganz andere Art von Altsaxophonspieler als Ornette Coleman; also klängen hier die Dinge gleichzeitig zurückhaltend und jubelnd.
Dave Sumner (Bandcamp Daily) zählte das Album zu den besten Veröffentlichungen des Monats und lobte, dies sei Straight-ahead-Jazz, aber nur so viel, wie das Quartett es zulasse, und stattdessen die Improvisation das Geschehen prägen und vertraute Stücke neu interpretieren lasse.
Nach Ansicht von Peter Margasak (Complete Communion/The Quietus) steht Greg Osby, der seit 2008 keine Aufnahme mehr unter eigenem Namen veröffentlicht hat, nominell im Mittelpunkt, und seine ausgedehnten Improvisationen hier würden zeigen, dass seine Beherrschung des Bebop-Idioms und der Inside-Out[side]-Exploration ungebrochen bleibe. Aber die gesamte Band klinge in ihrem Spiel frei, abstrahiere spielerisch und erweitere die Formen von Balladen wie „Chelsea Bridge“ und „What’s New“, um sich auf die grundlegendste Anstrengung der Jazzimprovisation einzulassen, während sie ein paar originelle und moderne Klassiker wie Ornette Colemans „Mob Job“ einstreue. Sie würden mit Rhythmus und Harmonie wie Zauberer, verkleiden und dehnen vertraute Melodien ständig zu etwas Neuem und agieren als Ensemble auf einem erhabenen Niveau spielen, das fast vier Stunden State-of-the-Art-Post-Bop serviert.
Will Layman (Pop Matters) zählte es zu den besten Alben des Jahres; die im Konzert aufgenommene Musik bestünde zwar fast nur aus Jazzstandards, aber die Melodien würden mit schillernder, elastischer Kreativität behandelt. Die musikalische Sprache sei Jazz – Swing, harmonische Komplexität (aber keine Atonalität) und Blues. Aber die Strukturen der Standards würden festgelegt und dann verändert, während die Band das Original seziere und sich auf den Akt der spontanen (Neu-?)Komposition einlasste. Diese Methode sei bereits von Musikern wie Jason Moran (einem Mentee von Osby) und Rudresh Mahanthappa durchgeführt worden, aber dies sei wohl das meisterhafteste Beispiel dafür.